# Trammell Crow Center
Pour les articles homonymes, voir Trammell.
Le 'Trammell Crow Center' est un gratte-ciel de bureaux de style post-moderne de 209 mètres de hauteur (hauteur du toit) construit à Dallas en 1985.
Ses architectes sont Richard Keating de l'agence SOM et l'agence Foster and Meier basée à Dallas. L'immeuble comprend 30 ascenseurs. En 2024 c'était toujours l'un des dix plus hauts immeuble de Dallas.
L'immeuble symbolise le dynamisme économique du début des années 1980 au Texas avant que les prix du pétrole ne s'effondre en 1986 lors du Contre-choc pétrolier ce qui mit fin pour un moment à la vague de construction de gratte-ciel à Dallas et à Houston.
Le nom de l'immeuble vient du promoteur texan Trammell Crow dont l'entreprise est située dans l'immeuble.
Dans le sous-sol de l'immeuble est placée une capsule temporelle qui doit être ouverte en 2084. Elle comprend un enregistrement de Michael Jackson.